# Popa crassa
Popa crassa es una especie de mantis de la familia Mantidae.

## Distribución geográfica
Se encuentra en Etiopía, Kenia, Madagascar, Malaui,  Uganda, Somalia y Tanzania.